# Mesomima tenuifascia
Mesomima tenuifascia là một loài bướm đêm trong họ Geometridae.